# Живан Лазовић
Живојин Живан Лазовић (Миоковци, 15/28. јун 1912 — фебруар 1945) био је капетан Југословенске војске и командант Смедеревског корпуса Југословенске војске у Отаџбини.

## Биографија

### Младост и образовање
Живојин Лазовић је рођен на Видовдан 15. јуна (28. јуна по новом календару) 1912. године у селу Миоковци код Чачка, као треће од петоро деце. Његов отац Обрад Лазовић је погинуо у септембру 1914. године у бици на Мачковом камену. Старији брат Милутин је био сеоски учитељ, а други брат Обрен Лазовић је постао православни свештеник.
Живан Лазовић је 1933. године завршио 58. класу Ниже школе Војне академије у Београду. Оженио се 1938. године са Бранком Марковић из Београда.
До почетка Априлског рата 1941. године, Лазовић је био распоређен у Краљеву гарду у Београду.

### Други светски рат
Умро је од тифуса у време Босанске голготе, фебруара 1945. године.

## Одликовања
- Златна медаља за ревносну службу